# John Rawlins
Pour les articles homonymes, voir Rawlins.
John (Robert) Rawlins est un monteur et réalisateur américain, occasionnellement producteur (de cinéma et de télévision) et acteur, né le 9 juin 1902 à Long Beach (Californie), mort le 20 mai 1997 à Arcadia (Californie).

## Biographie
Au cinéma, où il fait carrière principalement au sein d'Universal Pictures, John Rawlins débute comme monteur en 1924, bon nombre de ses premiers films à ce titre étant réalisés par William A. Seiter. Il exerce cette activité jusqu'en 1940, sur quarante-cinq films américains en tout, dont L'Île des navires perdus d'Irvin Willat (1929, avec Jason Robards Sr. et Virginia Valli) et La Chanson à deux sous de Norman Z. McLeod (1936, avec Bing Crosby, Madge Evans et Louis Armstrong).
Ses cinq premiers films comme réalisateur sont britanniques et sortent en 1932 et 1933 (ex. : Lucky Ladies (en) en 1932, avec Emily Fitzroy). Puis il dirige trente-neuf films américains sortis de 1938 à 1958 — année où il se retire —, dont quatre serials coréalisés par Ford Beebe (ex. : Overland Mail (en) en 1942, avec Lon Chaney Jr., Noah Beery et Noah Beery Jr.).
Cette même année 1942 sortent deux de ses réalisations les plus connues, La Voix de la terreur (avec Basil Rathbone et Nigel Bruce, interprétant respectivement Sherlock Holmes et le docteur Watson) et Les Mille et Une Nuits (avec Jon Hall, María Montez et Sabu). On lui doit aussi deux films de la série cinématographique consacrée à Dick Tracy, sortis en 1947 et avec Ralph Byrd dans le rôle-titre, Dick Tracy contre La Griffe (avec Jack Lambert et Ian Keith) et Dick Tracy contre le gang (avec Boris Karloff).
Toujours comme réalisateur, signalons encore sept westerns (dont La Rivière des massacres en 1949, avec Guy Madison et Rory Calhoun), ainsi que le film d'aventure Shark River en 1953, avec Steve Cochran et Warren Stevens, dont il est également producteur.
À ce dernier titre, on lui doit surtout la série télévisée Mayor of the Town qu'il réalise intégralement (39 épisodes, diffusés en 1954 et 1955), avec Kathleen Freeman et Thomas Mitchell dans les rôles principaux.
Enfin, John Rawlins apparaît comme acteur dans deux films, la comédie L'Auberge des loufoques d'Albert S. Rogell (1940, avec George Reeves) et le western Secrets of the Wasterlands (1941, avec William Boyd personnifiant Hopalong Cassidy).

## Filmographie

### Au cinéma
(films américains, sauf mention contraire)

#### Comme monteur (sélection)
- 1924 : The Fast Worker de William A. Seiter
- 1925 : Where Was I? de William A. Seiter
- 1926 : L'habit fait le moine (Skinner's Dress Suit) de William A. Seiter
- 1927 : Out All Night de William A. Seiter
- 1928 : La Belle Exilée (Adoration) de Frank Lloyd
- 1928 : Good Morning, Judge de William A. Seiter
- 1929 : Love and the Devil d'Alexander Korda
- 1929 : Careers de John Francis Dillon
- 1929 : L'Île des navires perdus (The Isle of Lost Ships) d'Irvin Willat
- 1929 : The Love Racket (en) de William A. Seiter
- 1930 : Sweethearts and Wives (en) de Clarence G. Badger
- 1930 : The Naughty Flirt d'Edward F. Cline
- 1931 : Too Young to Marry de Mervyn LeRoy
- 1931 : Murder at Midnight de Frank R. Strayer
- 1932 : Illegal de William C. McGann
- 1933 : Dangerous Crossroads de Lambert Hillyer
- 1933 : Shadows of Sing Sing de Phil Rosen
- 1933 : Les As du reportage (Above the Clouds) de Roy William Neill
- 1934 : Speed Wings (en) d'Otto Brower
- 1934 : Voice of Night de Charles C. Coleman
- 1934 : The Line-Up d'Howard Higgin
- 1934 : The Hell Cat d'Albert S. Rogell
- 1934 : The Defense Rests de Lambert Hillyer
- 1934 : L'Ultime Sacrifice (Mills of the Gods) de Roy William Neill
- 1935 : Death Flies East (en) de Phil Rosen
- 1935 : Hol Polloi de Del Lord
- 1935 : Les Hommes de l'heure (Men of the Hour) de Lambert Hillyer
- 1935 : The Girl Friend d'Edward Buzzell
- 1935 : One-Way Ticket d'Herbert J. Biberman
- 1936 : Devil's Squadron d'Erle C. Kenton
- 1936 : La Chanson à deux sous (Pennies from Heaven) de Norman Z. McLeod
- 1936 : The Final Hour (en) de D. Ross Lederman
- 1936 : You May Be Next d'Albert S. Rogell
- 1937 : Let Them Live d'Harold Young
- 1938 : Trouble at Midnight de Ford Beebe
- 1940 : L'Île de la destinée (en) (Isle of Destiny) d'Elmer Clifton (superviseur)

#### Comme réalisateur (intégrale)

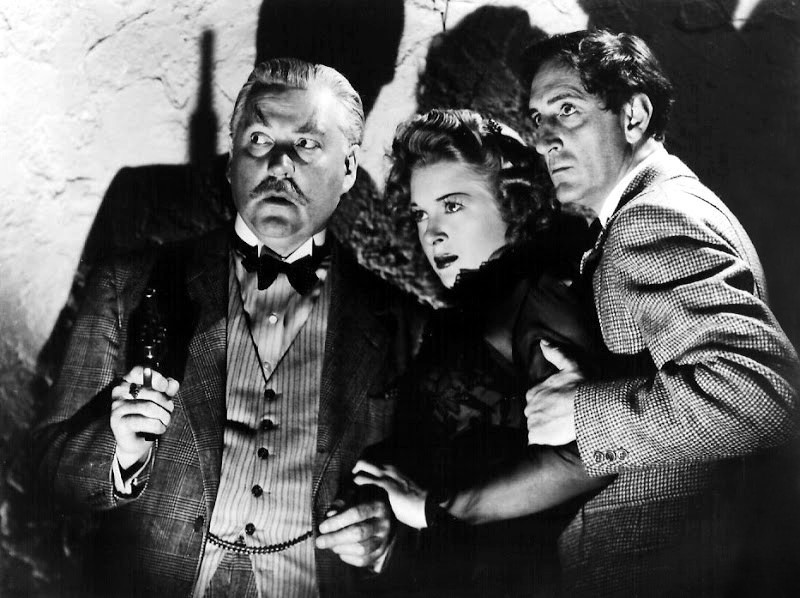
De g. à d. : Nigel Bruce, Evelyn Ankers et Basil Rathbone, dans La Voix de la terreur (1942, photo promotionnelle)

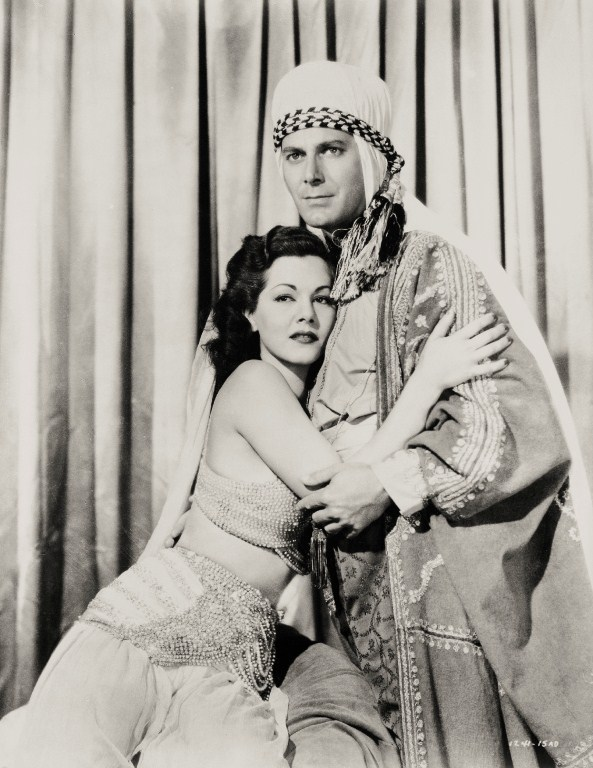
María Montez et Jon Hall, dans Les Mille et Une Nuits (1942, photo promotionnelle)

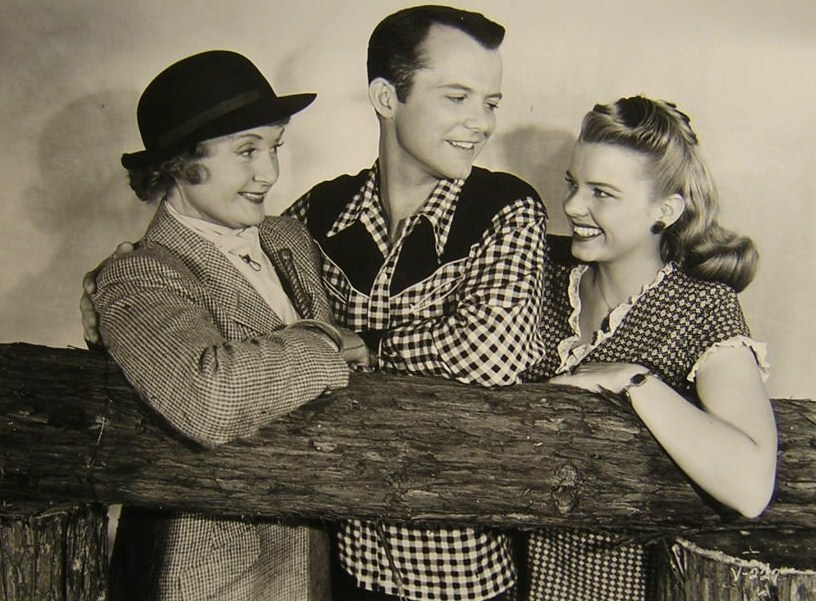
De g. à d. : Billie Burke, Lon McCallister et Lois Butler, dans The Boy from Indiana (1950, photo promotionnelle)

- 1932 : High Society, avec Emily Fitzroy (film britannique)
- 1932 : Lucky Ladies (en), avec Emily Fitzroy (film britannique)
- 1933 : Sign Please (court métrage britannique)
- 1933 : They're Off (court métrage britannique, coréalisé par Frank Cadman)
- 1933 : Going Straight (en) (film britannique)
- 1938 : State Police, avec William Lundigan, Constance Moore
- 1938 : Air Devils (en), avec Larry J. Blake
- 1938 : Young Fugitives, avec Harry Davenport, Larry J. Blake, Clem Bevans
- 1938 : The Missing Guest, avec Paul Kelly, Constance Moore, William Lundigan
- 1940 : Junior G-Men (en) (coréalisé par Ford Beebe), avec Russell Hicks (serial)
- 1940 : The Leather Pushers, avec Richard Arlen, Andy Devine, Astrid Allwyn, Douglas Fowley
- 1940 : The Green Hornet Strikes Again! (en) (coréalisé par Ford Beebe), avec Wade Boteler, Keye Luke (serial)
- 1941 : Mutiny in the Arctic, avec Richard Arlen, Andy Devine
- 1941 : Six Lessons from Madame La Zonga (en), avec Lupe Vélez, William Frawley
- 1941 : Men of the Timberland, avec Richard Arlen, Andy Devine, Francis McDonald, Willard Robertson
- 1941 : Sea Raiders (en) (coréalisé par Ford Beebe), avec Mary Field (serial)
- 1941 : A Dangerous Game, avec Richard Arlen, Andy Devine, Jean Brooks
- 1941 : Mr. Dynamite, avec Lloyd Nolan, J. Carrol Naish, Robert Armstrong
- 1941 : Fantômes en vadrouille (Hold That Ghost) d'Arthur Lubin (réalisateur de seconde équipe)
- 1941 : Complot en Arabie (en) (Raiders of the Desert), avec Richard Arlen, Andy Devine, María Montez, Turhan Bey
- 1942 : La Voix de la terreur (Sherlock Holmes and the Voice of Terror), avec Basil Rathbone, Nigel Bruce, Evelyn Ankers, Henry Daniell
- 1942 : Overland Mail (en) (coréalisé par Ford Beebe), avec Lon Chaney Jr., Noah Beery, Noah Beery Jr., Tom Chatterton (serial)
- 1942 : Bombay Clipper (en), avec William Gargan, María Montez, Lloyd Corrigan, Mary Gordon
- 1942 : The Great Impersonation, avec Ralph Bellamy, Aubrey Mather, Kaaren Verne, Henry Daniell
- 1942 : Les Mille et Une Nuits (Arabian Nights), avec Jon Hall, María Montez, Sabu et Leif Erickson
- 1942 : Torpedo Boat, avec Richard Arlen, Jean Parker
- 1942 : Unseen Enemy (en), avec Leo Carrillo, Andy Devine, Turhan Bey
- 1942 : Mississippi Gambler, avec Kent Taylor, Frances Langford, John Litel
- 1942 : Half Way to Shanghai, avec Kent Taylor, George Zucco, J. Edward Bromberg
- 1943 : Du Texas à Tokyo (en) (We've Never Been Licked), avec Richard Quine, Noah Beery Jr., Martha O'Driscoll, William Frawley
- 1944 : Escadrille de femmes (Ladies Courageous), avec Loretta Young, Geraldine Fitzgerald, Diana Barrymore
- 1944 : Hollywood Parade (Follow the Boys) (coréalisé par A. Edward Sutherland), avec George Raft, Vera Zorina, Charley Grapewin
- 1945 : Soudan (en) (Sudan), avec María Montez, Jon Hall, Andy Devine, George Zucco
- 1946 : Strange Conquest (en), avec Jane Wyatt, Lowell Gilmore, Julie Bishop
- 1946 : Her Adventurous Night, avec Dennis O'Keefe, Helen Walker, Scotty Beckett, Fuzzy Knight
- 1947 : Dick Tracy contre La Griffe (Dick Tracy's Dilemma), avec Ralph Byrd, Jack Lambert, Ian Keith, Jimmy Conlin
- 1947 : Dick Tracy contre le gang (Dick Tracy Meets Gruesome), avec Ralph Byrd, Boris Karloff
- 1948 : The Arizona Ranger (en), avec Tim Holt, Jack Holt
- 1948 : Michael O'Halloran, avec Scotty Beckett, Isabel Jewell
- 1949 : La Rivière des massacres (Massacre River), avec Guy Madison, Rory Calhoun, Cathy Downs
- 1950 : The Boy from Indiana, avec Lon McCallister, Billie Burke, George Cleveland
- 1951 : Rogue River, avec Rory Calhoun, Peter Graves, Frank Fenton
- 1951 : Le Fort de la vengeance (Fort Defiance), avec Ben Johnson, Peter Graves
- 1953 : Shark River (en), avec Steve Cochran, Warren Stevens (+ producteur)
- 1958 : Lost Lagoon, avec Jeffrey Lynn, Peter Donat

#### Comme acteur (intégrale)
- 1940 : L'Auberge des loufoques (Argentine Nights) d'Albert S. Rogell
- 1941 : Secret of the Wasterlands de Derwin Abrahams

### À la télévision (intégrale)
(comme réalisateur et producteur)
- 1954-1955 : Mayor of the Town
  - Saison unique, 39 épisodes (intégrale), avec Kathleen Freeman, Thomas Mitchell